# (7386) Paulpellas
(7386) Paulpellas (1981 WM) – planetoida z pasa głównego asteroid okrążająca Słońce w ciągu 3,68 lat w średniej odległości 2,38 j.a. Odkryta 25 listopada 1981 roku.